# Islip (Oxfordshire)
Islip ist ein Dorf und eine Gemeinde in Oxfordshire in England. Es liegt beim Zusammenfluss des Flusses Ray mit dem Fluss Cherwell. Es liegt etwa 3 km östlich von Kidlington und 8 km nördlich von Oxford. Bei der Volkszählung 2011 wurde eine Einwohnerzahl von 652 ermittelt.

## Geschichte
Das Domesday Book von 1086 verzeichnete eine Wassermühle in Islip. Eine Mühle überlebte im Dorf bis 1949, als sie abgerissen wurde. In den 1640er Jahren machten die Brücke und Islips Nähe zu Oxford das Dorf zu einem strategischen Ziel für beide Seiten im englischen Bürgerkrieg. Zu Beginn des Krieges war Islip ein strategischer Vorposten für die royalistische Hauptstadt in Oxford. Im Mai 1644 besetzte eine Truppe unter dem parlamentarischen Earl of Essex Islip, aber Anfang 1645 wurde es von einer royalistischen Truppe unter dem Earl of Northampton zurückerobert. Im April 1645 eroberte eine Truppe unter Oliver Cromwell das Dorf zurück und schlug die Männer des Earl of Northampton in einem Gefecht an der Islip Bridge.

## Sehenswürdigkeiten
Eduard der Bekenner (geboren um 1004) wurde in Islip geboren und der Überlieferung nach wurde er hier in einer Kirche getauft. Teile der heutigen Kirche St. Nicholas stammen aus der Zeit um 1200. Der Chor wurde 1780 wieder aufgebaut und die Kirche wurde 1861 restauriert. Die Kirche ist Islips einziges denkmalgeschütztes Gebäude.

## Söhne und Töchter des Ortes
- Eduard der Bekenner (1004–1066), König von England
- Simon Islip (?–1366), Erzbischof von Canterbury